# Shirley Booth
Shirley Booth, född 30 augusti 1898 i Brooklyn, New York, död 16 oktober 1992 i Chatham, Massachusetts, var en amerikansk skådespelerska. År 1953 tilldelades hon en Oscar för Kom tillbaka, lilla Sheba.